# Lymington and Pennington
Lymington and Pennington è un centro abitato di 14 000 abitanti della contea dell'Hampshire, in Inghilterra.

## Amministrazione

### Gemellaggi
- Vitré
- Mosbach
- Almansa
- Messina
- Odessa